# آر. جی. پالاسیو
آر. جی. پالاسیو (انگلیسی: Raquel Jaramillo Palacio؛ زادهٔ ۱۳ ژوئن ۱۹۶۳) نویسنده امریکایی و طراح گرافیک است. او تاکنون چندین کتاب برای کودکان نوشته است، که در بین آنها رمان اعجوبه پرفروش‌ترین بوده است.  در سال ۲۰۱۷ با اقتباس از این رمان، فیلمی به همین نام با بازی جولیا رابرتز و اوون ویلسون ساخته شد.

## منبع
1. ↑  https://wonderthebook.com/about
2. ↑  https://nypost.com/2019/09/30/wonder-author-r-j-palacio-isnt-resting-on-16-million-copies-sold/